# Libera uscita (film 1951)
Libera uscita è un film del 1951 diretto da Duilio Coletti.

## Trama
Due soldati in libera uscita, vanno a trovare le rispettive fidanzate, che lavorano nella stessa villa signorile: Una come cameriera e l'altra come cuoca. Tutte e due, nascondono l'una dall'altra, il rispettivo fidanzato, fino all'arrivo dei padroni di casa. I due soldati, nel fuggire, finiscono sul set dove stanno girando un film, diventando comparse travestiti da generale americano e l'altro da colonnello. Tutti e due col nuovo abbigliamento, tornano alla villa dalle fidanzate e scambiati per autentici americani, vengono accolti con onore dalla padrona di casa.